# Bryan Ferry
Bryan Ferry (Washington, Tyne y Wear, 26 de septiembre de 1945) es un cantante, compositor y ocasionalmente actor británico. Es conocido por su estilo vocal suave, que le hizo destacar en los años setenta como vocalista y principal compositor de Roxy Music, y también por su posterior carrera en solitario.

## Biografía

### Los inicios
Bryan Ferry nació el 26 de septiembre de 1945 en Washington, condado de Durham, Inglaterra (Reino Unido). Hijo de Fred Ferry, un trabajador agrícola que también cuidaba ponis, Bryan estudió Bellas Artes en la Universidad de Newcastle y se convirtió en profesor de cerámica en Londres, hasta que encontró su verdadera vocación: la música. Inició su carrera musical en su época universitaria como cantante en el conjunto de rock The Banshees, conoció a Richard Hamilton, artista y gurú que fundaría posteriormente el movimiento "British Pop Art", el cual, le inspiró e influenció en su visión musical. Posteriormente se incorporó a The City Blues y luego a Gas Board, un grupo soul junto a Graham Simpson y John Porter, con quien a fines de 1970 forma Roxy Music junto con otros amigos.

### El nacimiento de Roxy Music
La formación del grupo Roxy Music en 1970 comenzó en su época de estudiante de arte obsesionado por todo aquello que tuviese que ver con belleza ideal, se anunció en el periódico: “Se busca tecladista con la intención de formar un grupo, yo soy cantante y pianista”. ...recibiendo una respuesta inmediata: “Me llamo Andy McKay y no soy tecladista, toco el saxo y el oboe, pero tengo un sintetizador y conozco quien puede tocarlo” Esa persona a quien Andy se refería era nada más y menos que Brian Peter de la Salle Eno, más conocido posteriormente Brian Eno. 
Luego se integró Paul Thompson en batería, quien era amigo de Bryan. El grupo se completó definitivamente con un guitarrista que ya se había presentado varias veces para que lo dejaran integrarse sin éxito, y por insistente, finalmente consiguió entrar y se develó como un gran talento, se trataba de Phil Manzanera.
El grupo logró ser uno de los más eclécticos e innovadores de la historia de la música; unos tipos con un cantante y pianista que parecen sacados del casting de película Casablanca, un saxofonista con tupé y pelo largo embutido en traje espacial, un guitarrista con gafas de avispa, un tecladista que juega a la ambigüedad y un baterista con pinta de heavy formaron probablemente el grupo más influyente en esa década.
El primer éxito del grupo fue la canción "Virginia Plain". A este tema le siguieron muchos más. Muchos de los álbumes de la agrupación causaron sensación gracias a la voz de Bryan Ferry y a la contribución de Eno en sintetizadores. 
Después de lanzar dos producciones, Eno deja Roxy Music. De esta manera Bryan Ferry se convierte en el líder del conjunto. Para ese entonces, Ferry inicia una relación sentimental con la modelo Jerry Hall (quien apareció en algunos videos musicales del grupo en temas como "Let's Stick Together" y "The Price of Love", así como en la carátula del disco “Siren”). Los aspectos más destacados incluyen viejos éxitos como "River of Salt" de Ketty Lester, una alegre lectura de Elvis Presley en "Baby I Don't Care" y un notable éxito en la versión de Bob Dylan, "A Hard Rain's A-Gonna Fall.

### Inicios de la carrera en solitario de Bryan Ferry
Tras la gira promocional del álbum “Siren”, Roxy Music se separó temporalmente en 1976. Bryan Ferry comenzó su carrera como solista unos años antes, en 1973, debutando con el álbum “These Foolish Things” y un año más tarde “Another Time, Another Place”. 
En 1976 aparece el disco “Let's Stick Together” y cantó el tema de los Beatles, “She's Leaving Home”, para el documental “All This and World War II”. 
No fue hasta 1977 que finalmente Bryan Ferry compuso un álbum de canciones para un trabajo en solitario, grabando "In You Mind" con un par de éxitos como "This is tomorrow" y "Tokyo Joe". Esa misma primavera, Ferry aparecido en la banda sonora de "All This y World War II", cantando "She´s leaving home" de Los Beatles. Al año siguiente, se retiró a Montreux para completar el muy logrado "The Bride Stripped Bare" en 1978. Introspectivo y revelador, el álbum estuvo muy marcado por su sentido de rechazo como consecuencia de la ruptura sentimental con Jerry Hall. 
El espléndido "Sign of the Times" presenta una visión de la vida como una total desolación: ("Nosotros vivimos, morimos... No sabemos por qué"). La canción "Can't Let Go" fue escrita en un momento en que estaba considerando abandonar su carrera musical, con una gota de humor oscuro.
Se produce un período de siete años en el que Bryan no graba ningún álbum en solitario, y se casa con Lucy Helmore.
Tras esta última producción, vuelve a unirse al grupo Roxy Music para grabar nuevo material: “Manifesto” (1978), “Flesh and Blood”(1980) y “Avalon”(1982). En 1983, Bryan Ferry vuelve nuevamente a su carrera en solitario. 
En 1985 salió a la luz “Boys and Girls”, álbum con el que logró situarse en la primera posición de las listas británicas siendo muy estilista e incluyendo éxitos como: "Slave To Love" y "Don't Stop The Dance". Tras dos años de pausa, Ferry colaboró con el guitarrista Johnny Marr en "The Right Stuff" (adaptado de la versión instrumental de Smith "Money changes everything").
En 1987 trae consigo una nueva producción, “Bête Noire” un cuidado álbum que contribuyó a un éxito notable, indicando que la musa inspiradora sigue estando bien viva. Después de lanzar este material se aleja nuevamente de la música hasta 1993, donde reaparece con “Taxi”. Un año más tarde se junta con Brian Eno y lanza el disco “Mamouna” lleno de temas originales pero que tenía algunas carencias, según sus seguidores.
Bryan se había vuelto tan bueno en lo que hacía, que parecía haber dejado de poner toda su energía o emoción en sus canciones. La producción y el canto fueron excelentes, pero se necesitaba esa dosis importante. En 1996 colabora con la banda sonora de “Phenomenon”, con el tema “Dance with Life”. Pasados 3 años, edita un nuevo álbum, “As Time Goes By” en el que aborda los años 30 y 40 con su estilo musical. Al año siguiente, sufrió un acontecimiento que puso en peligro su vida, durante un intento de secuestro aéreo en un viaje desde Londres a Nairobi.

### Regreso a Roxy Music
En el 2001 Bryan Ferry, Manzanera, Mackay y Thompson reforman Roxy Music y hacen una serie de conciertos. Un año más tarde, con la colaboración de Manzanera, Ferry vuelve a los estudios de grabación y sale a la luz “Frantic”. La mezcla de las versiones y originales recordó sus álbumes de los 70 y fue bien recibido. Durante este período también actuó como coprotagonista en la película The Porter (2004), y Desayuno en Plutón (2005), en la cual interpretó un papel secundario. 
Posteriormente, toca junto a Roxy Music en algunos festivales. En el 2006, Bryan regresa a los estudios para grabar canciones de Bob Dylan. Esto da como resultado un nuevo LP titulado 'Dylanesque', el cual se lanzó en marzo del 2007. Mientras sus influencias abarcan los mejor del rock progresivo, ha producido grabaciones de puro swing. Por sus influencias y sus recreaciones, Brian Ferry es un original entre originales especializado en sus Composiciones, Teclados, Armónica y Mellotron.
A lo largo de su discografía Bryan Ferry y ya desde su primer disco en solitario ha realizado varias versiones de temas de Bob Dylan; esta es la relación:
Bryan Ferry (1973) "A Hard Rain's a-Gonna Fall" ;Another Time, Another Place (1974) "It Ain't Me, Babe"; Frantic (2002) "Don't Think Twice, It's All Right" y "It's All Over Now, Baby Blue"; Dylanesque (2007) "Just Like Tom Thumb's Blues" "Simple Twist of Fate" "Make You Feel My Love" ""The Times They Are a-Changin" ""All I Really Want to Do" "Knocking On Heaven's Door"  "Positively 4th Street" "If Not for You" "Gates of Eden" y "All Along the Watchtower"

## Discografía

### Álbumes de estudio
- These Foolish Things (octubre de 1973, Gran Bretaña #5)
- Another Time, Another Place (julio de 1974, Gran Bretaña #4)
- Let's Stick Together (septiembre de 1976, Gran Bretaña #19, EE. UU. #160)
- In Your Mind (febrero de 1977, Gran Bretaña #5, EE. UU. #126)
- The Bride Stripped Bare (abril de 1978, Gran Bretaña #13, EE. UU. *159)
- Boys and Girls (mayo de 1985, Gran Bretaña #1, EE. UU. #63)
- Bête Noire (octubre de 1987, Gran Bretaña #9, EE. UU. #63)
- Taxi (13 de abril de 1993, Gran Bretaña #2, EE. UU. #79)
- Mamouna (20 de septiembre de 1994, Gran Bretaña #11, EE. UU. #94)
- As Time Goes By (15 de octubre de 1999, Gran Bretaña #16, EE. UU. #199)
- Frantic (18 de mayo de 2002, Gran Bretaña #6, EE. UU. #189)
- Dylanesque (2007)
- Olympia (2010)
- The Jazz Age (2012)
- Avonmore (2014)
- Bitter-Sweet (2018)
- Loose Talk (2025)

### Álbumes de Directo
- Live at the Royal Albert Hall 1974 (2020)